# ديفيد هابارد
ديفيد هابارد هو محامي وسياسي أمريكي، ولد في 1792 في بيدفورد في الولايات المتحدة، وتوفي في 20 يناير 1874 في مقاطعة بوينت كوبي في الولايات المتحدة. نشط حزبياً في الحزب الديمقراطي. وقد انتخب عضو مجلس نواب ألاباما ‏ وانتخب عضو مجلس النواب الأمريكي ‏.